# Herrenhaus Hellekis

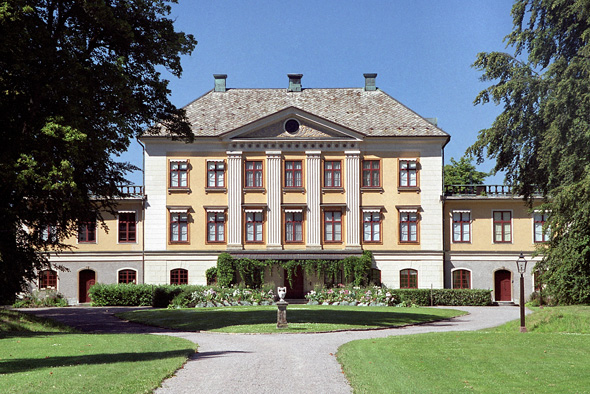
Herrenhaus Hellekis

Das Herrenhaus Hellekis liegt etwa 35 Kilometer südwestlich der schwedischen Stadt Mariestad am Ufer des Vänersees. Hellekis zählt zu den besten Beispielen von Herrenhäusern im spätgustavianischen Stil in der Provinz Västergötland.
Das Gut Hellekis wurde das erste Mal im 14. Jahrhundert erwähnt. 1698 wurde nach einer Feuersbrunst ein Herrenhaus aus Stein errichtet. Durch einen umfassenden Um- und Zubau nach Plänen des Architekten Olof Tempelman entstand 1791 das heutige Herrenhaus. Es ist von einem großen Park umgeben, der für seine im Norden seltenen Laubbäume bekannt ist.
Koordinaten: 58° 37′ 10″ N, 13° 23′ 11″ O